# Mińsk. 3 lipca 1944 roku
Mińsk. 3 lipca 1944 roku (biał. Мінск. 3 ліпеня 1944 года) – obraz olejny namalowany przez białoruskiego malarza Waliancina Volkawa w latach 1945–1955, znajdujący się w zbiorach Narodowego Muzeum Sztuki Republiki Białorusi w Mińsku.

## Opis
Wielopostaciowy obraz Waliancina Volkawa przedstawia ważny moment w historii Białorusi – wyzwolenie Mińska spod okupacji niemieckiej przez Armię Czerwoną w lipcu 1944 roku, w wyniku operacji mińskiej podczas II wojny światowej. 
Obraz oparty jest na prawdziwych wydarzeniach, których Volkau był świadkiem i uczestnikiem. Na ulicy usianej połamanymi cegłami, tynkiem i gruzem znajduje się duża liczba szczęśliwych Białorusinów, którzy otoczyli ze wszystkich stron sowieckie czołgi i żołnierzy. Spojrzenia większości ludzi skierowane są na uśmiechniętego czołgistę, który stojąc na wieży czołgu T-34, trzyma „pepeszę” w uniesionej prawej dłoni i patrzy w stronę, z której nadchodzą mieszkańcy wyzwolonego Mińska. Starszy wąsaty czerwonoarmista w hełmofonie stojący na czołgu, ściska dłoń mężczyzny a jego żona wręcza żołnierzowi kwiaty; obok nich stoi ich córka z pionierską czerwoną chustą na szyi. Po prawej na bliższym planie kobieta patrzy na żołnierza z zabandażowaną głową pod hełmem i popycha córkę, żeby wręczyła mu bukiet róż, wierząc że jest to jej mąż, którego razem z córką spotkała po trzech latach. Za nimi znajduje się młoda kobieta w niebieskiej sukience, która z niepokojem przyciska rękę do piersi i uważnie zagląda w twarze czołgistów, szukając swojego ukochanego, a stara kobieta z szalem narzuconym na ramiona pochyla się do przodu, próbując przytulić żołnierza w hełmie. Po lewej stronie widoczny jest żołnierz z kwiatami na zdobycznym niemieckim motocyklu, który wita kobietę, a brodaty starzec patrzy na niego z ojcowską dumą. Za motocyklistą, żołnierz w furażerce wziął na ręce chłopca w niebieskiej satynowej koszuli. W grupie po prawej stronie, w cieniu, rzuca się w oczy postać bojownika radzieckiej partyzantki z pistoletem maszynowym i czerwoną opaską na rękawie, który trzyma swoją matkę za rękę. Postacią symboliczną jest widoczny po skrajnej prawej stronie obrazu mężczyzna z łopatą, który ugasił już pożary i jest pierwszym mieszkańcem Mińska, zaangażowanym w odbudowę swojego rodzinnego miasta. 
Waliancin Volkau rozpoczął malowanie obrazu zaraz po zakończeniu II wojny światowej i pracował nad nim 10 lat. Wykonał ponad 220 rysunków przygotowawczych, 11 szkiców kompozycyjnych, około 50 szkiców ogólnych i ponad 100 rysunków postaci obdarzonych indywidualnymi cechami, do których pozowali mu sąsiedzi, krewni, studenci i współpracownicy. Artysta malował żołnierzy Armii Czerwonej (od 1946 roku Armii Radzieckiej), spośród żołnierzy frontowych z sowieckich jednostek wojskowych stacjonujących pod Mińskiem, natomiast czołg T-34 w jednostce wojskowej w Uruczczy, która obecnie jest dzielnicą Mińska.

## Odniesienia
Amerykański artysta Sandow Birk namalował obraz „The Liberation of Baghdad” (pol. Wyzwolenie Bagdadu), który nawiązuje do płótna Waliancina Volkaua. 